# General Logistics Systems France

Logo der ehemaligen Extand

General Logistics Systems France S.A., oder kurz GLS France, ist ein 1979 gegründetes Logistikunternehmen in Toulouse.
Extand, so der ehemalige Name, wurde im Mai 2000, zusammen mit seinen beiden belgischen und spanischen Tochterunternehmen Extand Belgium und Extand Sistema, von General Logistics Systems aufgekauft. Im Dezember 2002 wurde dann GLS Belgium gegründet und die Tätigkeiten von Extand Belgium zur neuen GLS Tochter transferiert. Extand Sistema wurde 2005 in GLS Spain umbenannt.
2015 hat die Autorité de la Concurrence, eine Kartellbehörde in Frankreich, GLS France wegen Preisabsprachen zu einer Busse von 55,1 Millionen Euro verurteilt. Vorausgegangen war ein Preiskartell mit 20 Unternehmen welche sensible Informationen bei den Treffen der TLF geteilte haben. So sind die bei den Preisverhandlungen im Zeitraum 2006–2007 statt um die vorgesehenen fünf Prozent um sieben Prozent gestiegen. 
Nach eigenen Angaben verfügt GLS France über 11 Hubs, 83 Depots und über 3.000 Fahrzeuge (Stand 2018/2019).